# エクセター包囲戦 (1068年)
エクセター包囲戦（エクスターほういせん、英：Siege of Exeter）とは、1068年初頭にデヴォン地域のエクセターという街で発生した包囲戦である。この包囲戦では、ヘイスティングズでの決戦を経てイングランド王に就任したウィリアム征服王が率いるノルマン軍&現地民兵連合軍と、決戦で敗れ討ち死にした前イングランド王ハロルド・ゴドウィンソンの母親ギーサ・トルケルズドッティル率いる反乱軍が対決した。ギーサはイングランド西部のデヴォン地域に位置するアングロサクソン人の要衝エクセターに立てこもり迫りくるノルマン軍に対抗し、18日にわたって籠城戦を繰り広げたが、最終的にはウィリアム征服王の寛大な降伏条件をのんだ反乱軍がノルマン側に降伏したことで終結した。結果、ノルマン軍はイングランド西部地域を完全に支配下に置くことができた。

## 背景
戦いの舞台となったエクセターという街は、西暦200年ごろにローマ帝国によって建設された要塞都市イスカ・ドゥムノニオルムを起源とする。この要塞都市はアングロサクソン時代にはブール（en:burh）と呼ばれる要塞都市へと変貌し、市街周囲に残されていたローマ時代の城壁は10世紀のイングランド王アゼルスタンによって修復されたと伝わっている。

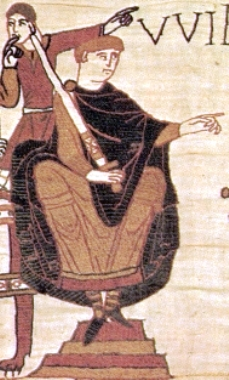
バイユーのタペストリーに描かれたウィリアム王

1066年10月14日に行われたヘイスティングズの戦いでイングランド軍を打ち破ったノルマンディー公ギヨーム2世は、続けて王国の首都ロンドンに進軍を開始し、バーカムステッドでアングロサクソン諸侯の降伏を受け入れたのち、同年のクリスマスにウェストミンスター寺院でイングランド王ウィリアム1世として戴冠式に臨んだ。一方、決戦で討ち死にを遂げた前イングランド王ハロルド・ゴドウィンソンの母親ギーサ・トルケルズドッティルはイングランド西部の要衝エクセターに落ち延びており、彼女は同地域で発生していたノルマン軍に対する抵抗運動の重要人物となっていた。ギーサ王母は莫大な財産を有しており、また戦死したハロルド王の3人の息子：ゴドウィン・エドマンド・マグヌスが亡命先のアイルランドから軍を率いて舞い戻ってくるのを心待ちにしていた。オルデリック・ヴィターリスは自身の著作の中で、ギーサは周辺諸都市に対して使者を派遣して詩人の反乱を支援するよう要請しており、また彼女の甥のデンマーク王スヴェン2世とも連絡を取り合っていたと述べている。
1067年3月、ウィリアム王は母国ノルマンディーに凱旋しており、エクセターでの反乱の報告をノルマンディーで受けとった。オルデリックによれば、ウィリアム王がイングランドに派遣していた兵士の中にエクセターに行き着いた者がおり、彼らがその地でひどい扱いを受けたという。彼らは暴風雨に流されエクセターにたどり着いたと述べられているが、偵察任務に就いていた可能性も指摘されている。このエクセター民衆の行為に加え、エクセターが周辺諸都市に反乱支援を求めているという証拠を得たウィリアム王は、エクセターに対して忠誠を誓うよう求めた。しかし、エクセターのウィリアム王に対する返答は、王に対する忠誠の誓いや王のエクセター入城を拒否するだけでなく、慣例的なものを除いた諸税（アングロサクソン年代記で言及されているコンクエスト後に課せられた重税の事を指す可能性あり。）の支払いをも拒むという内容であった。オルデリックによれば、ウィリアム王はエクセターのこの態度を許容せず1067年12月にイングランドに舞い戻ったという。この頃のノルマン支配に反発していたのはエクセターのみならず、ヘレフォードシャーでのエドリック（en:Edric the Wild）の反乱や反乱軍によるドーバー城攻撃事件など国内各地に広がっていたが、デーン人やゴドウィン一族が関わるエクセターでの反乱は最も差し迫った反乱であった。

## ウィリアム王の西進

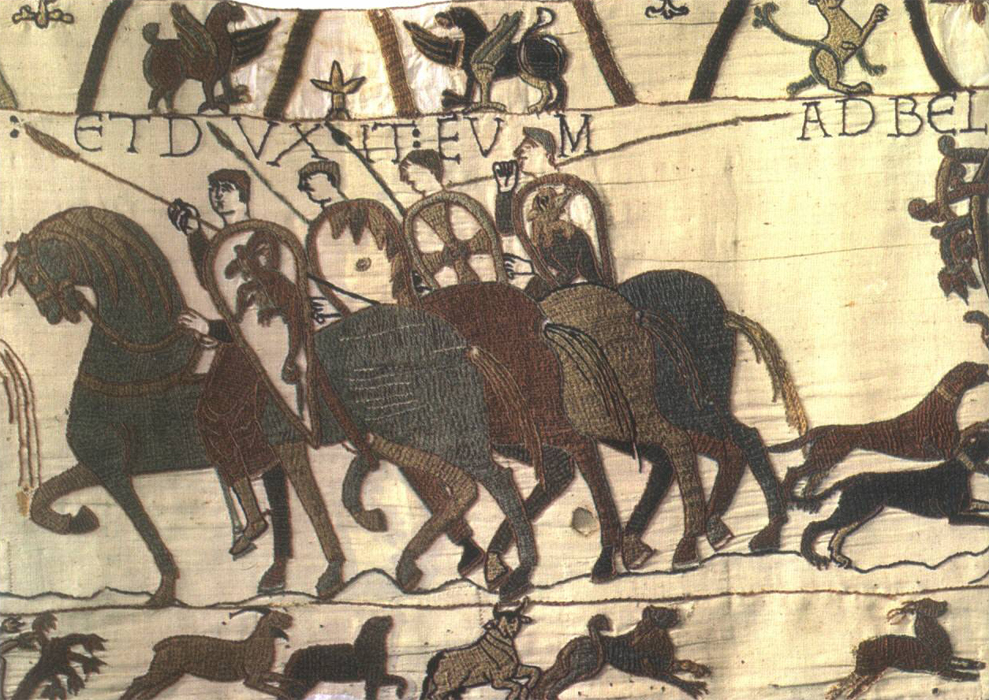
バイユーのタペストリーに描かれた進軍するノルマン騎馬隊

ウィリアム王はクリスマスをロンドンで祝った後、エクセターに向けて進軍を開始した。当時の慣例的に冬は戦争を避ける季節であったが、ウィリアム王は真冬に討伐遠征を開始した。これはゴドウィンソンの来襲を予期したうえで先手を打った討伐を王が強く決意したことを示している。また、ウィリアム王はノルマン騎馬隊の補助としてイングランドの民兵（フュルドと呼ばれていた。）を初めて動員したとされるが、この動員は自軍の規模を拡大するだけでなく自身の新たな臣民の忠誠度合いを試す目的もあったとされる。ウィリアム王はドーセット地方を経由して進軍を続け、道中でエクセターの反乱を援助した諸都市を略奪した。この時、ドーチェスター・シャフツベリ・ブリッジポートが被った被害は、18年後のドゥームズデー・ブック編纂の際にも依然として目に見える形で残されていたという。

## 城攻め

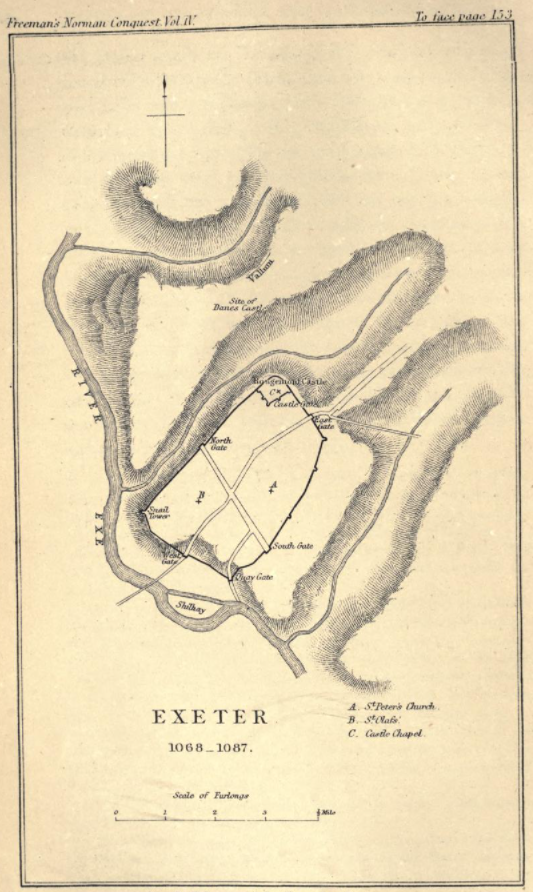
19世紀に描かれた、11世紀当時のエクセター城の見取り図。

エクセター城近郊に着陣したウィリアム王は、おそらくクライスト・ホニートン村に野営地を敷いたとされる。ここでウィリアム王は王国に忠誠を誓うエクセターの有力者たちと面会し、彼らから忠誠の保証として人質を受け取った。この出来事について異なる解釈が存在する。1つ目は、エクセター側には平和裏な解決を望む派閥とギーサを筆頭とする主戦派との2派閥が存在して内部対立していたというもの。2つ目の解釈は、亡命地アイルランドから軍を率いてやってくるであろう孫たちを待つための時間稼ぎとしてギーサ自身が画策したというものである。籠城側にどのような意図があったにせよ、ウィリアム王がエクセターの東門付近に陣を敷いた際、城門は固く閉ざされ城壁は武装した多くの兵であふれかえっていたという。これを侮辱と受け止めたウィリアム王は、城壁に陣取る籠城兵たちの目前で人質を失明させたというが、籠城側の戦意を喪失させることはできなかった。マームズベリのウィリアムによれば、胸壁にいた一人の兵士は人質を盲目にしたウィリアム王たちに対して、ズボンを下ろして屁をこいたという。
この包囲戦の詳細について記された内容は文献によって異なっており、それらを融合させることは困難である。ジョン・オブ・ウスターの著作とされているD版のアングロサクソン年代記によれば、包囲戦は18日続いたとされ、ノルマン軍は（おそらく城壁に対する直接攻勢により）多大な損害を被ったという。しかし包囲戦のある段階の時点で、ギーサは従者らと共にボートでエクセターを脱出しエクセ川に沿って落ち延びたといい、このことからこの時のウィリアム王の軍勢は軍船を擁していなかったことが指摘されている。オルデリックは、ウィリアム王は最終的に城壁の下に坑道を掘ることでなんとかエクセター城壁を攻め落とすことができたと述べているが、これはイングランドにおける坑道戦の初の記録である。しかし、この包囲戦は結局のところ話し合いでけりが付いた。オルデリックによると、エクセターは開城し、聖職者は聖書と聖遺物を掲げ民衆を率い、王に対して慈悲を乞うたという。ウィリアム王はエクセター民衆に対して寛大な条件での降伏を認めたという記録はどの文献でも共通しており、アングロサクソン年代記ではそれに加えて、ウィリアム王はエクセターに対してコンクエスト以前の程度の税の支払いのみで許容したとする記述が残されている。また、ウィリアム王は当時の慣例であった、攻め落とした（もしくは降伏した）都市での略奪行為を自軍に認めず、信頼できる守備兵を城門に配置することで市街の平和を保った。

## 戦後

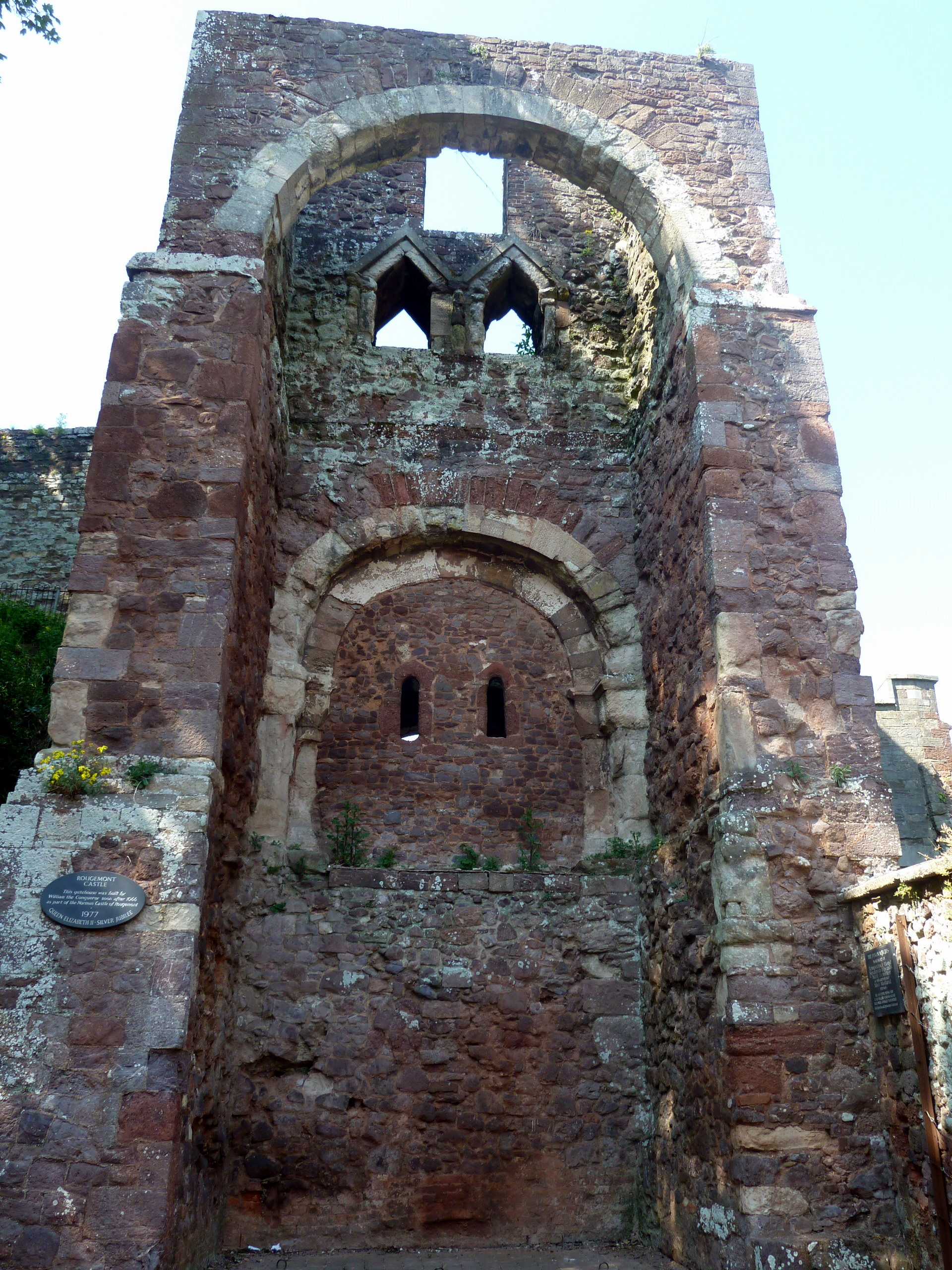
包囲戦から程なくしてエクセターに建てられたルージュモン城の城門

ウィリアム王はエクセターの統治を目的としたルージュモン城（en:Rougemont Castle）をエクセター城壁内の北西地区に建造した。ウィリアム王がエクセター民衆に示した異例とも言える寛大な処置は、イングランド西部を穏便に自身の支配下におく必要があったためであるのかもしれない。17世紀の歴史家ウィリアム・ホルス（en:William Hals）はコンクエスト以前のコーンウォール伯爵コンドル（en:Condor of Cornwall）はウィリアム王に服属を表明していたものの、このエクセターでの反乱に加担したのではないかとする推測を立てており、処罰として伯爵位をはく奪されたという独自の推論を示している。なんにせよ、ウィリアム王は反乱鎮圧後、コーンウォールに向けて軍をすすめ力を見せつけたのち、ウィンチェスターに帰還してイースターを祝った。エクセター守備隊はひとまずギヨーム・ド・ヴォーヴィルの指揮下に置かれたのちにボードゥアン・フィッツジェラルドの指揮下に移され、同時にブライアンがコーンウォール伯に任じられた。
包囲戦の最中に側近と逃走を図ったギーサはブリストル海峡に向かい、自身の孫たちの軍勢と合流を図るためかフラット・ホルム島に拠点を築いた。しかし最終的にギーサは、彼女の夫ゴドウィンもかつて亡命生活を送ったことがあったフランドル・サントメールに再び落ち延びた。ギーサはこれ以降イングランドに戻ることはなかった。ハロルド王の息子たちはその年の後半にやっとイングランドに現れたが、ブリストル海峡沿いの諸都市は彼らに対して城門を開くことはなく、攻め込んできたハロルド王の息子たちの軍勢はブリードンでこの地域の指揮官エアドノス（en:Eadnoth the Staller）の率いるイングランド軍と衝突し、エアドノスを討ち果たしたものの敗北を喫した。1069年、ハロルドの息子たちは今度は南岸からデヴォンに攻め込んだが、エクセターはウィリアム王への忠誠を保ち続け彼らに対する支援を拒んだ。

### 文献
- Bates, David (2004). William the Conqueror. Cheltenham, Gloucestershire: The History Press. ISBN 978-0752429601
- Bettey, J. H. (1986). Wessex from AD 1000. London: Routledge. ISBN 978-0582492080
- Bradbury, Jim (2006). The Routledge Companion to Medieval Warfare. London: Routledge. ISBN 978-0415413954
- Brown, Reginald Allen (1994). The Normans and the Norman Conquest. Woodbridge, Suffolk: Boydell Press. ISBN 978-0851153674
- Brown, Reginald Allen (2004). Allen Brown's English Castles. Woodbridge, Suffolk: Boydell Press. doi:10.1017/9781846152429. ISBN 978-1843830696
- Cole, Theresa (2016). The Norman Conquest: William the Conqueror's Subjugation of England. Stroud, Gloucestershire: Amberley Publishing. ISBN 978-1445649221
- Freeman, Edward Augustus (1874). The History of the Norman Conquest of England, its Causes and its Results: Volume IV. Oxford: The Clarendon Press
- Law and Government in Medieval England and Normandy. Cambridge: Cambridge University Press. (1994). ISBN 978-0521430760
- van Houts, Elisabeth, ed (2016). Anglo-Norman Studies XXXVIII: Proceedings of the Battle Conference 2015. Woodbridge, Suffolk: Boydell Press. ISBN 978-1783271016
- Huscroft, Richard (2009). The Norman Conquest: A New Introduction. London: Routledge. ISBN 978-1405811552
- Huscroft, Richard (2016). Ruling England 1042-1217. London: Routledge. ISBN 978-1138786554
- Mason, Emma (2003). The House of Godwine: The History of a Dynasty. London: Hambledon Continuum. ISBN 978-1852853891
- Prestwich, J. O. (2004). Prestwich, Michael. ed. The Place of War in English History, 1066-1214. Woodbridge, Suffolk: Boydell Press. ISBN 978-1843830986
- Rex, Peter (2011). 1066: A New History of the Norman Conquest. Stroud, Gloucestershire: Amberley Publishing. ISBN 978-1445603841

座標: 北緯50度43分33秒 西経3度31分47秒 / 北緯50.72583度 西経3.52972度